# Arora
Arora是一款跨平台的开源网页浏览器，开发主要基于Qt中的QtWebKit模块，并致力于用最小最轻量的方式实现浏览器的基本功能，包括标签浏览，历史，收藏和全局CSS等。

## 历史
最早的版本由Trolltech的Qt开发人员Benjamin C Meyer开发（"icefox"），并随Qt 4.4.0一起发布，作demo程序来展示QtWebKit模块与Qt的完美整合。demo程序发布后，Meyer创建了代码的分支继续独立开发，并将项目命名为Arora。

## 相关内容
- Rekonq
- Konqueror
- 网页浏览器列表
- 网页浏览器比较